# Gorette bleue
Haemulon sciurus
Espèce
La gorette bleue (Haemulon sciurus) est une espèce de poissons de la famille des Haemulidae que l'on rencontre fréquemment dans les Caraïbes, la Floride et les Bahamas, et plus rarement en Caroline du Sud, aux Bermudes et dans le Golfe du Mexique. Elle a des rayures bleues sur fond jaune or, la queue et une partie souple de la dorsale noires avec les bords clairs et les autres nageoires jaunes. Ces poissons se rassemblent en bancs de taille plus ou moins importante au-dessus du récif, entre 3,5 et 12 mètres de profondeur.